# Cohorte de la Légion d'honneur
Pour les articles homonymes, voir Cohorte.
La cohorte de la Légion d'honneur est une ancienne division administrative et territoriale française visant à organiser l'ordre de la Légion d'honneur lors de sa création sur l'ensemble du territoire de la première République française puis du Premier Empire.

## Historique

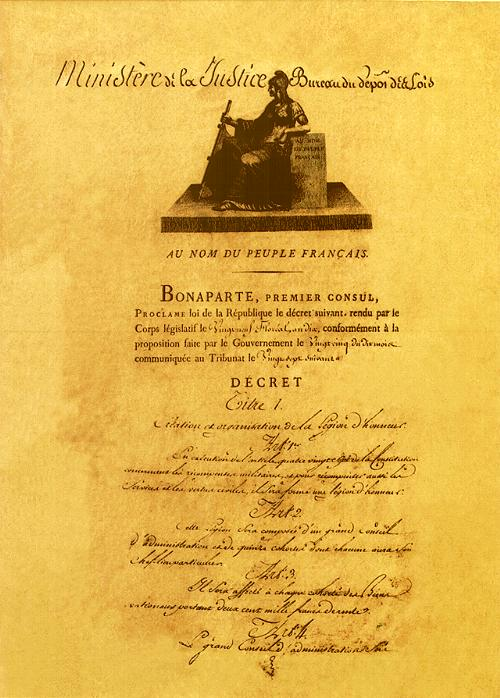
Décret du (19 mai 1802) portant création de la Légion d'honneur.

Devenu Premier Consul, Napoléon Bonaparte entreprend de réorganiser le pays sur des bases nouvelles nées de la Révolution tout en conservant certains fondements de l'Ancien Régime. C'est dans ce contexte que s'inscrit la création d'une récompense, la Légion d'honneur destinée à regrouper l'élite de la Nation : « Il faut créer un ordre qui soit le signe de la vertu, de l'honneur, de l'héroïsme, une distinction qui serve à la fois à la bravoure militaire et au mérite civil ».honneur
La Légion d'honneur créée, il fallut ensuite l'organiser. Le décret du 29 floréal an X régla l'organisation primitive de la Légion d'honneur : elle fut composée d’un grand conseil d'administration composée de 7 membres et divisée, territorialement en quinze (puis seize) cohortes auxquelles étaient affectés des biens nationaux portant 200 000 francs de rentes. L'arrêté du 13 messidor an X (2 juillet 1802) compléta l'organisation et l'administration de la Légion d'honneur en découpant le territoire de la France en seize cohortes.
L'Empereur supprima cette expérience dès qu'elle se l'estima inefficace et ruineuse. Il renonça à une idée qui lui était chère au profit d'une utilisation plus pratique des terres domaniales. Cette réforme se fit en trois étapes : le décret du 11 pluviôse an XIII tout d'abord qui ordonna la vente de tous les biens non nécessaires pour constituer un revenu de 100 000 francs à la cohorte (on se souvient que le revenu primitif était de 200 000 francs), puis le décret du 15 ventôse an XIII autorisa l'aliénation libre des biens des cohortes, enfin le décret du 28 février 1809 qui supprima l'administration des cohortes et en transféra les biens à la caisse d'amortissement qui les transforma en rentes.

## Rôle
Le projet reprenait l'optique des anciens ordres hospitaliers, car sur le territoire de chaque cohorte devaient se trouver « un hospice et des logements pour recueillir, soit les membres de la Légion que leur vieillesse, leurs infirmités ou leurs blessures auraient mis dans l’impossibilité de servir l’État, soit les militaires qui, après avoir été blessés dans la guerre de la liberté, se trouveraient dans le besoin (Titre I - Article 9) ». L'article 2 de la loi du 29 floréal avait fixé à quinze le nombre des cohortes, mais, la 27e division militaire ayant été immédiatement composée et la réunion des départements du Piémont étant décidée, on dut en former une seizième cohorte, quoique la réunion ne fut légalement prononcée que le 11 septembre (24 fructidor). 
Chaque cohorte avait une vie communautaire puisque tous les légionnaires faisant partie des conseils de l'ordre de chacune des quinze cohortes, devaient se réunir deux fois par mois au moins au siège de la cohorte, et tous les légionnaires gradés ou non devaient au moins une fois par an se réunir au siège de la cohorte sous la présidence du chef de cohorte, dans une assemblée où l'on recevait le serment des nouveaux légionnaires et où on entendait l'éloge de ceux qui avait disparu.
La cohorte jouait également un rôle de médiateur entre l'usager et l'administration tout puissante : ainsi, les vieux soldats paysans mais légionnaires, qui subissaient les tracasseries de fonctionnaires médiocres, pouvaient rencontrer en petit comité un prestigieux maréchal d'Empire ou un amiral ayant accès direct auprès du Premier Consul, puis de l'Empereur lui-même. Pierre-Louis Roederer disait d'ailleurs au Corps Législatif dans la discussion sur la Légion d'Honneur le 15 floréal an X : « C'est une institution politique qui place dans la société des intermédiaires par lesquels les actes du pouvoir sont traduits à l'opinion avec fidélité et bienveillance et par lesquels l'opinion peut remonter jusqu'au pouvoir ».
La Légion d'honneur possédait 10 millions de bien-fonds et pouvait donc régir ses vastes domaines selon un mode expérimental. Les cohortes se devaient de favoriser l'acclimatation des arbres utiles ou de plantes potagères ou médicinales ; elles devraient également provoquer le dessèchement des marais, boiser les landes, fertiliser les dunes, importer des races étrangères d'animaux de labour ou de bêtes de somme, créer des haras particuliers nécessaires à la remonte de la cavalerie et de l'artillerie.
Le résultat de cette politique agricole fut d'augmenter les revenus des cohortes grâce auxquels on pouvait entretenir les hôpitaux et les fondations destinés aux légionnaires âgés ou malades, tout en créant également une école d'agriculture.

## Composition

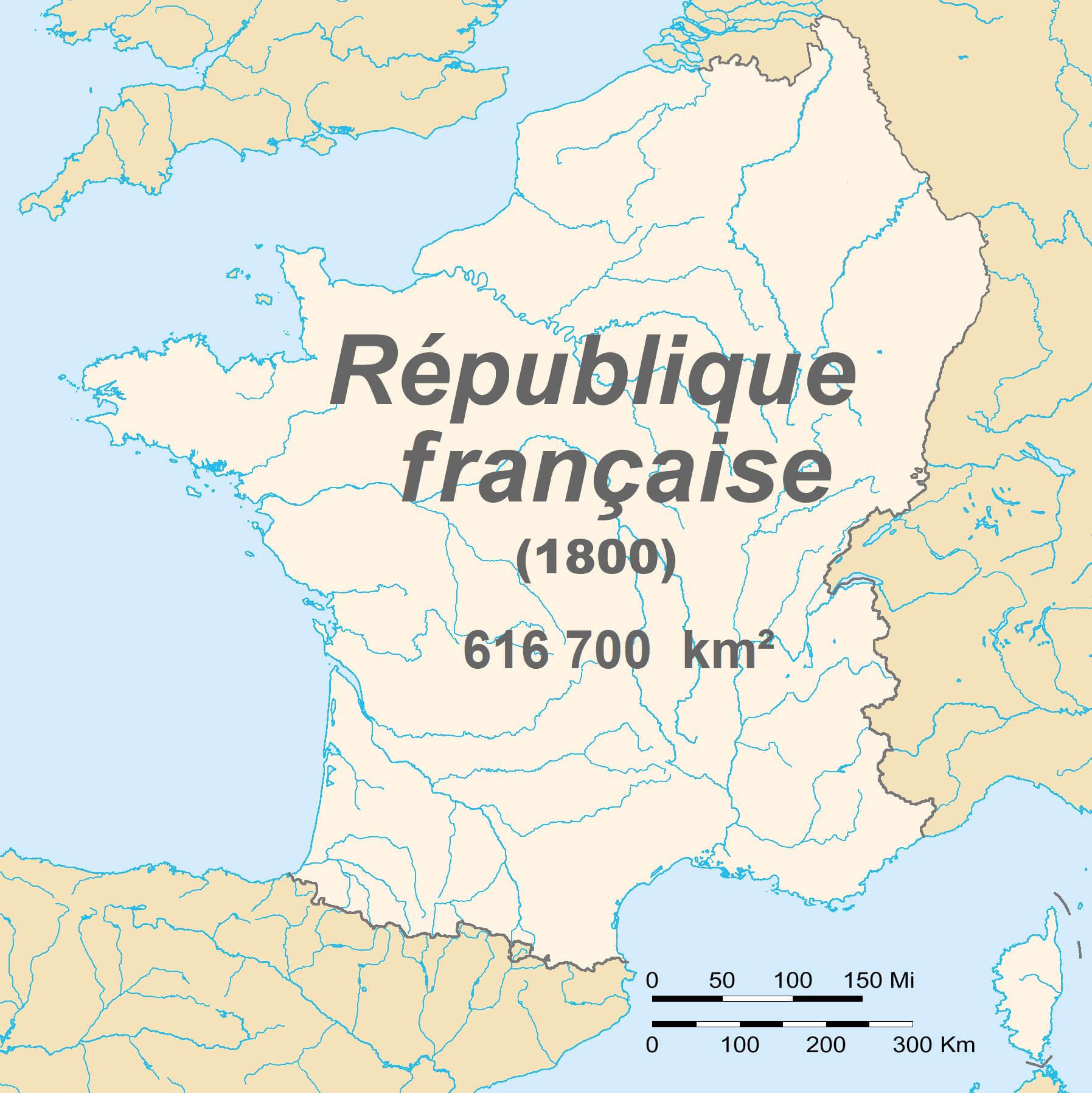
La première République française et son territoire en 1800.

L'organisation est de type militaire : chaque cohorte est dirigée par un général et composée de 7 grands officiers, 20 commandants, 30 officiers et 350 légionnaires. Chacun porte serment et reçoit un traitement prélevé sur les biens de la cohorte : 
- 5 000 francs pour un grand officier,
- 2 000 francs pour un commandant,
- 1 000 francs pour un officier,
- 250 francs pour un légionnaire.

La cohorte regroupe tous les légionnaires d'une région française composée de 6 à 9 départements, sous la direction d'un conseil de 9 membres comprenant :
- 1 grand officier président,
- 2 commandants,
- 3 officiers,
- 3 légionnaires.

Les chefs des cohortes étaient tous maréchaux de l'Empire sauf ceux des 10e et 13e cohortes qui sont respectivement l'amiral Decrès et l'amiral Bruix.

### Les 16 cohortes
| Cohorte     | Chef-lieu                                                     | Chef de la cohorte                     | Chancelier                                                                          | Trésorier                                                            | Revenus bruts de la cohorte (en francs) | Départements composant la cohorte                                                                  | Population de la cohorte (en nb d'habitants) |
| ----------- | ------------------------------------------------------------- | -------------------------------------- | ----------------------------------------------------------------------------------- | -------------------------------------------------------------------- | --------------------------------------- | -------------------------------------------------------------------------------------------------- | -------------------------------------------- |
| 1re cohorte | Fontainebleau, puis Crosne                                    | Louis-Alexandre Berthier               | Claude François Lefeuvre, commissaire ordonnateur des guerres                       | Martin-Roch-Xavier Estève, trésorier de l'Empereur                   | 300 000                                 | Aube, Marne, Oise, Seine, Seine-et-Oise, Seine-et-Marne                                            | 2 241 240                                    |
| 2e cohorte  | Abbaye Saint-Vaast, à Arras                                   | Adolphe Édouard Casimir Joseph Mortier | François-Joseph Lefebvre-Cayet, député au Corps législatif                          | Jacques Louis Nicolas Vaillant, ex-constituant, maire d'Arras        | 300 000                                 | Aisne, Ardennes, Jemmapes, Nord, Pas-de-Calais, Somme                                              | 2 677 104                                    |
| 3e cohorte  | Abbaye Saint-Pierre de Gand                                   | Jean-Baptiste Bessières                | François Joseph Beyts, procureur général impérial près la cour d'appel de Bruxelles | Joseph Sébastien Dellafaille, député au Corps législatif             | 300 000                                 | Lys, Escaut, Dyle, Deux-Nèthes, Ourthe, Sambre-et-Meuse                                            | 2 142 325                                    |
| 4e cohorte  | Château de Brühl                                              | Nicolas Jean-de-Dieu Soult             | Joseph de Salm-Reifferscheidt-Dyck, député au Corps législatif                      | Louis Maximilien Rigal, député au Corps législatif                   | 529 851                                 | Meuse-Inférieure, Forêts, Roer, Sarre, Rhin-et-Moselle, Mont-Tonnerre                              | 2 035 093                                    |
| 5e cohorte  | Château de Saverne                                            | François Joseph Lefebvre               | Antoine Augustin Engelmann, conseiller de préfecture du Bas-Rhin                    | Jean François Philibert Rossée, député au Corps législatif           | 263 093                                 | Bas-Rhin, Haut-Rhin, Meurthe, Vosges, Moselle, Meuse, Haute-Marne                                  | 2 248 776                                    |
| 6e cohorte  | Ancien Palais des États de Bourgogne, à Dijon                 | Louis Nicolas Davout                   | Martin Lejéas-Carpentier, député au Corps législatif                                | Nicolas Edme Viesse de Marmont, père du duc de Raguse                | 268 322                                 | Doubs, Jura, Haute-Saône, Nièvre, Côte-d'Or, Saône-et-Loire, Léman, Yonne                          | 2 306 809                                    |
| 7e cohorte  | Archevêché de Vienne (Isère)                                  | Michel Ney                             | André Horace François de Barral de Rochechinard, général de brigade                 | Claude Anne Planta, maire de Valence (Drôme)                         | 462 146                                 | Rhône, Loire, Haute-Loire, Isère, Mont-Blanc, Ain, Puy-de-Dôme, Allier                             | 2 582 754                                    |
| 8e cohorte  | Ancien archevêché d'Aix                                       | Jean-Baptiste Bernadotte               | Joseph Gaspard Emmanuel Mathieu Pézenas, militaire                                  | Antoine-Ignace Anthoine négociant, maire de Marseille                | 632 500                                 | Basses-Alpes, Hautes-Alpes, Bouches-du-Rhône, Var, Drôme, Vaucluse, Alpes-Maritimes, Golo, Liamone | 1 493 063                                    |
| 9e cohorte  | Ancien évêché de Béziers                                      | Jean Lannes                            | Marie Henri François Élisabeth de Carrion de Nisas, tribun                          | Jean-Pascal Rouyer, général de brigade                               | 177 837                                 | Ardèche, Cantal, Gard, Lozère, Hérault, Tarn, Aveyron                                              | 1 785 767                                    |

Chefs-lieux des cohortes de la Légion d'honneur.

| 10e cohorte | Hôtel Saint-Jean puis ancien collège de l'Esquile de Toulouse | Denis Decrès                           | François Lagrange, ancien président du Corps législatif                             | Guillaume Desazars, premier président de la Cour d'appel de Toulouse | 111 133                                 | Aude, Haute-Garonne, Hautes-Pyrénées, Basses-Pyrénées, Pyrénées-Orientales, Ariège, Gers           | 1 738 092                                    |
| 11e cohorte | Ancien évêché d'Agen                                          | Bon Adrien Jeannot de Moncey           | Jean Chrysostôme Lacuée, premier président de la cour d'appel d'Agen                | Xavier de Sevin, chevalier de Malte                                  | 174 049                                 | Landes, Gironde, Lot-et-Garonne, Lot, Dordogne, Corrèze                                            | 2 062 960                                    |
| 12e cohorte | Abbaye de Saint-Maixent                                       | Joachim Murat                          | Piter Deurbroucq, négociant, député                                                 | Charles Jean Louis Aymé, officier du génie                           | 414 049                                 | Deux-Sèvres, Vendée, Vienne, Charente, Charente-Inférieure, Loire-Inférieure                       | 1 806 802                                    |
| 13e cohorte | Château de Craon et le Couvent des dominicains                | amiral Bruix                           | Joseph Anne Robert Malherbe, ex-tribun                                              | Guy Lorin maire de Rennes                                            | 250 000                                 | Morbihan, Finistère, Côtes-du-Nord, Ille-et-Vilaine, Mayenne, Maine-et-Loire                       | 2 513 032                                    |
| 14e cohorte | Abbaye du Bec, près de Bernay                                 | André Masséna                          | Louis-Jacques Savary, député au Corps législatif                                    | Lézurier (l'aîné), président du tribunal de commerce de Rouen        | 251 677                                 | Manche, Calvados, Orne, Eure, Seine-Inférieure, Eure-et-Loir                                       | 2 649 458                                    |
| 15e cohorte | Château de Chambord                                           | Charles Pierre François Augereau       | Pierre Jean Alexandre de Tascher de La Pagerie, chevalier de Saint-Louis            | Henri de Fontenay, député au Corps législatif                        | 329 900                                 | Indre-et-Loire, Loir-et-Cher, Cher, Indre, Loiret, Sarthe, Creuse, Haute-Vienne                    | 2 039 699                                    |
| 16e cohorte | Pavillon de chasse de Stupinigi                               | Jean-Baptiste Jourdan                  | Alessandro Di Saluzzo di Monesiglio (it), officier général, de l'Académie de Turin  | Ignace Laugier, maire de Turin                                       | 500 000                                 | Doire, Éridan, Marengo, Sésia, Stura, Tanaro                                                       | non communiqué                               |